# 14 Arietis
14 Arietis (14 Ari) es una estrella en la constelación de Aries, el carnero.
Con magnitud aparente +4,98, es la decimotercera estrella más brillante en su constelación.
De acuerdo a la nueva reducción de los datos de paralaje del satélite Hipparcos, se encuentra a 289 años luz del sistema solar.
14 Arietis está catalogada como una gigante blanco-amarilla de tipo espectral F2III.
Tiene una temperatura efectiva de 6860 K y brilla con una luminosidad bolométrica 32 veces mayor que la del Sol.
Sus características son semejantes a las de ρ Phoenicis o a las de ε Sextantis; si bien éstas son estrellas gigantes, su tamaño queda lejos del de gigantes naranjas, mucho más numerosas, y del de las gigantes rojas.
Así, el diámetro de 14 Arietis es 4 veces más grande que el diámetro solar, apenas una tercera parte del de Botein (δ Arietis) o 39 Arietis, gigantes naranjas en esta misma constelación.
Gira sobre sí misma con una velocidad de rotación proyectada, aún muy elevada, de 164 km/s.
14 Arietis exhibe una metalicidad superior a la solar.
Su abundancia relativa de litio, A(Li) = 3,2, es igual a la de la abundancia cósmica de dicho elemento, corroborando que las estrellas de rápida rotación evidencian un alto contenido de litio.
Por último, cabe señalar que 14 Arietis puede ser una estrella binaria, sin que nada se sepa de su posible acompañante.